# Classe Millennium
La classe Millenium est une classe de quatre navires de croisière exploitée par la société Celebrity Cruises. Le Celebrity Millennium, premier paquebot de la classe, est construit aux Chantiers de l'Atlantique de Saint-Nazaire. Il est livré en 2000. Les trois autres paquebots sont livrés entre 2001 et 2002.

## Les unités de la classe
La classe Millennium se compose de 4 navires de croisières de 294 mètres de long. 
| Nom                     | Image | Tonnage (T.S.L.) | Longueur (m) | Maître-bau (m) | Hauteur (m) | Cabines | Passagers | Équipage | Vitesse (en nœuds) | Année | Chantier naval                          | Lancement    |
| ----------------------- | ----- | ---------------- | ------------ | -------------- | ----------- | ------- | --------- | -------- | ------------------ | ----- | --------------------------------------- | ------------ |
| Celebrity Millennium    |       | 91 000           | 294          | 32             |             |         | 2450      | 999      |                    | 2000  | Chantiers de l'Atlantique (St. Nazaire) | juin 2000    |
| Celebrity Infinity      |       | 91 000           | 294          | 32             |             |         | 2450      | 999      |                    | 2001  | Chantiers de l'Atlantique (St. Nazaire) | février 2001 |
| Celebrity Summit        |       | 91 000           | 294          | 32             |             |         | 2450      | 999      |                    | 2001  | Chantiers de l'Atlantique (St. Nazaire) | août 2001    |
| Celebrity Constellation |       | 91 000           | 294          | 32             |             |         | 2450      | 999      |                    | 2001  | Chantiers de l'Atlantique (St. Nazaire) | mai 2002     |